# 卡米尔·克罗夫塔
卡米尔·克罗夫塔（捷克語：Kamil Krofta，1876年7月17日—1945年8月16日），是捷克斯洛伐克的外交官、政治家。他于1920年成为捷克斯洛伐克首任驻梵蒂冈圣座特使，并在两国建交的过程中发挥了重要作用。他曾历任驻奥地利、德国全权公使，1927年回国后作为外交部长爱德华·贝奈斯的顾问，转任外交部主席团主席。1936年2月29日，他进入米兰·霍查内阁担任外交部长；其后因1938年《慕尼黑协定》的签署而辞职。克罗夫塔在第二次世界大战期间积极投身于捷克斯洛伐克抵抗运动，1944年被捕后关押在泰雷津要塞监狱中备受虐待。1945年5月他被盟军释放后不久在布拉格逝世，贝奈斯政府追授他圣萨瓦勋章。